# Spinantenna
Spinantenna är ett släkte av fjärilar. Spinantenna ingår i familjen praktfjärilar.
Kladogram enligt Catalogue of Life:
| Spinantenna | \| \| Spinantenna oaxes \| \| \| \| \| \| Spinantenna pales \| \| \| \| \| \| Spinantenna tristis \| \| \| \| |
|             | \| \| Spinantenna oaxes \| \| \| \| \| \| Spinantenna pales \| \| \| \| \| \| Spinantenna tristis \| \| \| \| |
|             | Spinantenna oaxes                                                                                             |
|             | |
|             | Spinantenna pales                                                                                             |
|             | |
|             | Spinantenna tristis                                                                                           |
|             | |